# Allobates juanii
Espèce
Synonymes
- Colostethus juanii Morales, 1994

Statut de conservation UICN

 EN  : En danger
Allobates juanii est une espèce d'amphibiens de la famille des Aromobatidae.

## Répartition
Cette espèce est endémique de Villavicencio dans le département de Meta en Colombie. Elle se rencontre à 580 m d'altitude sur le versant amazonien de la cordillère de Orientale.

## Étymologie
Cette espèce est nommée en l'honneur de Juan Arturo Rivero.

## Publication originale
- Morales, 1994 : Taxonomía sobre algunos Colostethus (Anura, Dendrobatidae) de Sudamérica, con descripción de dos especies nuevas. Revista Española de Herpetología, no 8, p. 95-103.